# Masters de Montecarlo 2013
El Monte-Carlo Rolex Masters 2013 fue un torneo de tenis masculino que se jugó del 14 al 21 de abril de 2013 sobre polvo de ladrillo. Fue la 107.ª edición del llamado Masters de Montecarlo, patrocinado por Rolex por quinta vez. Tuvo lugar en el Montecarlo Country Club de Roquebrune-Cap-Martin (Francia), cerca de Montecarlo (Mónaco).

## Cabezas de serie

### Individuales
| Tenista               | Ranking | Preclasificado |
| Novak Djokovic        | 1       | 1              |
| Andy Murray           | 2       | 2              |
| David Ferrer          | 4       | 3              |
| Rafael Nadal          | 5       | 4              |
| Tomáš Berdych         | 6       | 5              |
| Juan Martín del Potro | 7       | 6              |
| Jo-Wilfried Tsonga    | 8       | 7              |
| Richard Gasquet       | 9       | 8              |
| Janko Tipsarević      | 10      | 9              |
| Marin Čilić           | 11      | 10             |
| Nicolás Almagro       | 12      | 11             |
| Gilles Simon          | 13      | 12             |
| Tommy Haas            | 14      | 13             |
| Milos Raonic          | 16      | 14             |
| Stanislas Wawrinka    | 17      | 15             |
| Andreas Seppi         | 18      | 16             |

### Dobles
| Tenista                                | Ranking | Preclasificado |
| Bob Bryan Mike Bryan                   | 2       | 1              |
| Marcel Granollers Marc López           | 7       | 2              |
| Robert Lindstedt Daniel Nestor         | 11      | 3              |
| Aisam-ul-Haq Qureshi Jean-Julien Rojer | 17      | 4              |
| Max Mirnyi Horia Tecău                 | 18      | 5              |
| Mahesh Bhupathi Rohan Bopanna          | 22      | 6              |
| Marin Čilić Marcelo Melo               | 31      | 7              |
| Łukasz Kubot Janko Tipsarević          | 33      | 8              |

## Campeones

### Individuales
Novak Djokovic venció a  Rafael Nadal por 6-2, 7-6(7-1).

### Dobles
Julien Benneteau /  Nenad Zimonjic vencieron a  Bob Bryan /  Mike Bryan por 4-6, 7-6(7-4) y 14-12.